# Айзин, Абрам Савельевич
Абрам Савельевич Айзин (1903—1964) — начальник Инспекции по котлонадзору НКВД СССР, инженер-полковник (1944).

## Биография
Родился в еврейской семье рабочего. Образование получил в единой трудовой школе. Конторщик, делопроизводитель, агент, счетовод, бухгалтер, заведующий делопроизводством подотдела хозяйственных предприятий Наркомата здравоохранения РСФСР с 1918 до 1921. Окончил инженерно-строительный факультет Московского высшего технического училища имени Н. Э. Баумана в 1921—1924. Техник Центрального управления печати и технической пропаганды Выставки ВСНХ СССР с 1924 до 1925, затем техник в тресте «Стандартстрой» с 1925 до 1927, старший техник до марта 1928.
В органах ОГПУ—НКВД—МВД старший техник стройбюро ОГПУ СССР с 8 марта 1928. Помощник производителя работ стройбюро ОГПУ СССР с 1928 до 1929, производитель работ с 1930 до 1933, начальник работ ИСО ОГПУ-НКВД СССР с 1933 до 1937. Помощник начальника 1-го отделения ИСО НКВД СССР до 13 апреля 1937, помощник начальника отделения строительного отдела Административно-хозяйственного управления (АХУ) НКВД СССР до 25 мая 1937. Временно исполняющий должность начальника строительного отдела АХУ (с 13 августа 1941 Хозяйственного управления (ХОЗУ)) НКВД СССР до 2 июня 1937, затем начальник до 2 апреля 1952. В ВКП(б) с 1940. Также начальник инспекции котлонадзора НКВД СССР с 3 сентября 1917 до 9 февраля 1938. Заместитель главного инженера Управления Строительства № 18 и ИТЛ МВД до середины 1954. Уволен в запас МВД с 31 июля 1954.

### Звания
- военинженер 1-го ранга, 03.12.1941;
- инженер-подполковник, 23.03.1943;
- инженер-полковник, 17.07.1944.

### Награды
- знак «Почётный работник ВЧК—ГПУ (XV)», 1934;
- орден Трудового Красного Знамени, 03.07.1943;
- орден Красной Звезды, 1944.